# Aspidium tetragonum
Aspidium tetragonum là một loài thực vật có mạch trong họ Dryopteridaceae. Loài này được (C. Presl) Mett. miêu tả khoa học đầu tiên năm 1858.